# Roztoka (województwo mazowieckie)
Roztoka – wieś w Polsce położona w województwie mazowieckim, w powiecie warszawskim zachodnim, w gminie Leszno. Ma status sołectwa.
W latach 1975–1998 miejscowość położona była w województwie warszawskim.